# Сельское поселение «Николаевское» (Улётовский район)
Се́льское поселе́ние «Николаевское» — муниципальное образование в Улётовском районе Забайкальского края Российской Федерации.
Административный центр — село Николаевское.

## История
Статус и границы сельского поселения установлены Законом Читинской области от 19 мая 2004 года «Об установлении границ, наименований вновь образованных муниципальных образований и наделении их статусом сельского, городского поселения в Читинской области».

## Население
| 2010  | 2012  | 2013  | 2014  | 2015  | 2016  | 2017  |
| ----- | ----- | ----- | ----- | ----- | ----- | ----- |
| 1645  | ↘1627 | ↘1609 | ↘1584 | ↘1534 | ↘1508 | ↘1492 |
| 2018  | 2019  | 2020  | 2021  |       |       |       |
| ↘1485 | ↘1469 | ↘1431 | ↘1250 |       |       |       |

## Состав сельского поселения
| № | Населённый пункт | Тип населённого пункта       | Население |
| - | ---------------- | ---------------------------- | --------- |
| 1 | Дешулан          | село                         | ↘205      |
| 2 | Николаевское     | село, административный центр | ↘1138     |
| 3 | Новые Ключи      | село                         | ↘76       |